# NGC 4027
NGC 4027，或稱為阿普22（Arp 22），是距離地球約8300萬光年的棒旋星系，天球上位於烏鴉座。NGC 4027因為其中一個螺旋臂較其他螺旋臂向更外側延伸，同時被列為特殊星系。這可能是因為NGC 4027曾經和其他星系相互碰撞所造成。

## 所屬星系群
NGC 4027是星系群NGC 4038星系群的成員星系，該星系群著名的成員星系有觸鬚星系（NGC 4038/NGC 4039）。

## 外部連結
- NGC 4027（页面存档备份，存于）
- The spiral galaxy NGC 4027
- WikiSky上关于NGC 4027的内容：DSS2, SDSS, GALEX, IRAS, 氢α, X射线, 天文照片, 天图, 文章和图片